# Каран (пълководец)
Вижте пояснителната страница за други личности с името Каран.
Каран (на старогръцки: Κάρανος; на латински: Caranus, Karanos, Kalanos, Koiranos, † 329 г. пр. Хр. при Самарканд) е македонски военачалник и приятел (hetairos) на Александър Велики през IV век пр. Хр.
По времето на похода до Азия Каран поема в Египет през пролетта 331 г. пр. Хр. командването на съюзническите гръцки пехотинци (Коринтски съюз). В битката при Гавгамела през есента същата година той командва отдел на гръцките конници, стациониран на лявото крило; гръцката инфантерия е позиционирана зад линията на боевете като резерва. Всички съюзнически войски са освободени от военната служба през 330 г. пр. Хр. в Екбатана и Каран поема групата на наемната кавалерия. Същата година той участва в провинция Арея при боевете против Сатибарзан. Следващата година той заедно с 800 наемници на коне е под командването на Фарнух при боевете против Спитамен. Те са нападнати от него на Политиметос (Зарафшан) и разгромени; падат убити повече от 2000 мъже. Дали Каран е между малкото оживели не е ясно, след това той не се споменава повече.